# Rafael Moll
Rafael Moll   (Barcelona, 26 de juliol de 1951 - Barcelona, 16 de desembre de 2023) fou un músic, productor discogràfic i programador musical català, considerat un dels pares de l'anomenada Ona Laietana.
Conjuntament amb Victor Jou va estar al capdavant de la sala Zeleste, de la qual va ser el primer programador, responsable de l'oficina de management i, a partir de 1974, productor del segell discogràfic compartit amb EDIGSA que portava el nom de la sala.
Amb aquest segell va produir el disc Salsa catalana de l'Orquestra Mirasol, el primer disc de la Companyia Elèctrica Dharma, Diumenge, i l'iniciàtic Qualsevol nit pot sortir el sol, de Jaume Sisa.
El 1978 va tenir un desacord amb Victor Jou, va marxar de Zeleste i va muntar l’oficina de management Cabra, que representava artistes com Sisa, Dharma, Plateria, Gato Pérez i Oriol Tramvia.
A part dels artistes ja mencionats, com a productor també ha treballat amb artistes com Jordi Sabatés, Música Urbana, Blay Tritono, Joan Manuel Serrat (a qui va produir diversos discs a partir dels anys 80), La Voss del Tropico, El Último de la Fila i Peret.
Va ser col·laborador habitual de la revista Vibraciones.
Havia tingut un grup, a final dels seixanta, anomenat La Troupe, amb Montserrat Soler, Jaume Cortadellas i Montse Perucho. Només van gravar un senzill amb la discogràfica Als 4 Vents. Aquest grup havia fet també de banda d'acompanyament a Sisa. Anteriorment, havia col·laborat com a músic en l'obra de teatre El retaule del flautista.